# جوني كليفورد
جوني كليفورد (بالإنجليزية: Johnny Clifford)‏ هو لاعب قذف أيرلندي، ولد في 1934 في كورك في جمهورية أيرلندا، وتوفي في 19 أكتوبر 2007.